# Nate Watson
Junathaen D. "Nate" Watson Jr. (Portsmouth (Virginia), 9 de octubre de 1998) es un baloncestista estadounidense que pertenece a la plantilla del Casademont Zaragoza de la ACB, la primera categoría del baloncesto Español. Con 2,08 metros de estatura, juega en la posición de pívot.

## Trayectoria deportiva
Es un jugador formado en el Churchland High School de su ciudad natal, en el Capitol Christian Academy de Upper Marlboro (Maryland) y en el Bishop O'Connell High School de Arlington County (Virginia), antes de ingresar en 2017 en el Providence College, situado en Providence, Rhode Island, donde jugaría durante cuatro temporadas la NCAA con los Providence Friars.
Tras no ser elegido en el Draft de la NBA de 2022, firmó su primer contrato profesional el 3 de agosto de 2022 con el Basketball Nymburk de la NBL, la primera categoría del baloncesto checo.En la temporada 2023-2024, jugó en el KK FMP de la liga de Montenegro. La temporada siguiente, jugaría en el AS Karditsas B.C. de la liga griega A1 Ethniki. 
El 10 de febrero de 2025, se hace oficial su fichaje por Casademont Zaragozade la liga ACB española.

## Selección nacional
Watson integró la selección de baloncesto de Estados Unidos que obtuvo la medalla de bronce en el torneo de baloncesto masculino de los Juegos Panamericanos de 2019.